# Kern, Ljubljana
Kern je ime nekdanjega manjšega predela Ljubljane, ki ga danes vključuje četrtna skupnost Trnovo in se je raztezal med Karunovo ulico in Trnovsko cerkvijo na zahodu, reko Gradaščico na severu ter Kolezijo na vzhodu. Na območju Kerna je bila skupina zelo vlažnih travnikov, na katerih je bilo v zimskem času v 19. stoletju urejeno drsališče. Imenovalo se je preprosto »Kern«, in je bilo edino ljubljansko drsališče do leta 1880. Osrednja prometnica tega mestnega predela je bila Kolezijska ulica, ki poteka od Trnovske cerkve proti Koleziji. Danes jo seka Barjanska cesta, nova mestna vpadnica, ki pokriva večji del nekdanjega Kerna.

## Zgodovina
Ime Kern izhaja iz priimka Sebastijana Mihaela Kerna, višjega vinskega kolektanta, ki je bil leta 1793 lastnik tega zemljišča. 207,16 ha obsežni travnik je bil leta 1811 razdeljen in je menjal lastnike. Leta 1902 je bil eden izmed lastnikov tudi Franc Doberlet, ki je pobiral drsalnino (10 krajcarjev). Doberlet je na Kernu postavil delavnico in lopo, ki je kasneje postala shramba prvih ljubljanskih pogrebnih vozov. V 18. stoletju je bilo območje Kerna mestno. Ko so ljubljanske opekarne iz njega izčrpale vso ilovico, ga je mesto prodalo, ohranilo pa si je služnost pridobivanja ledu. V jeseni po martinovem so zaprli zapornico na osrednjem jarku, ki je odvajal vodo z zahodne Gmajne in iz krakovskega Loga v Gradaščico, da se je Kern preplavil. Ko je pritisnil mraz, so Trnovčani sekali led in ga odvažali v mestno ledenico. V zgodnji pomladi so izpustili vodo s Kerna, da so lahko izkoriščali travnik v kmetijske namene.
O začetkih drsanja na Kernu ni podatkov. Francozi naj bi v času Ilirskih provinc vpeljali drsanje z drsalkami, pred tem so si ljubljančani navezovali na čevlje svinjska rebra. Okrog leta 1900 so se pojavili prvi obrtniki nožarji, ki so izdelovali drsalke z železno klino, vstavljeno v les in opremljeno z jermeni. Okrog leta 1870 je Franc Doberlet, ki je bil tudi sam dober drsalec, prirejal ob nedeljah veselice na ledu. Kern je bil razsvetljen z lampijoni, pritrjenimi na vrbah, igrala je vojaška godba. Tovrstni dogodek opisuje tudi minister in ljubljanski župan Ivan Hribar v svojih spominih. Leta 1890 si je ljubljanska nemška gospoda omislila drsalno društvo in si najela podturenski ribnik. V zimi leta 1883 pa jim je voda ušla in so se morali vrniti na Kern. Čez sredino Kerna so razpeli žico, da je bilo navadno ljudstvo ločeno od gospode, ki ji je igrala godba. Po odloku tedanjega ministrstva za šolstvo je bil Kern leta 1890 določen za vadbeno drsališče srednješolcev. Leta 1899 se je na drsališču vdrl led in nekateri drsalci so zagazili do kolen v vodo. Tedaj je postala mestna oblast nenaklonjena drsanju na Kernu. Kljub dejstvu, da je mladina še naprej drsala, je postajalo drsališče z leti vse bolj zanemarjeno. Leta 1912 je magistrat ustavil pobiranje drsalnine. Mesto je začelo pridobivati led iz ribnika pri Štepanji vasi, dokler se ni v tedaj modernizirani klavnici začel izdelovati na umeten način. Ob Kolezijski ulici je bil posajen vrbov drevored. Leta 1914 je bil močvirnati travnik z nasipom dvignjen, na njem je bil postavljen kozolec in nekaj hiš. Kern ni bil nikoli gosto pozidan in je tako predstavljal urbanistično vrzel, po kateri je lahko leta 2006 stekla južna mestna vpadnica.